# Karl Schorn
Carl Schorn foi um pintor e jogador de xadrez da Alemanha, conhecido por ser co-fundador do grupo Plêiades de Berlim. Schorn é provavelmente desconhecido até para muitos historiadores de artes, embora seja o autor do quadro O Dilúvio com 5,92 por 8,27, a maior pintura de Munique. O quadro foi encomendado por despacho do rei Ludwig I e retrata uma cena sombria e pessimista no qual a arca de Noé é a única esperança sinalizada em tela. Schorn foi influenciado pelos pintores Louis Gallait e Edouard Biefve e é autor da aclamada obra Grande Dilúvio, os anabatistas de Munster.

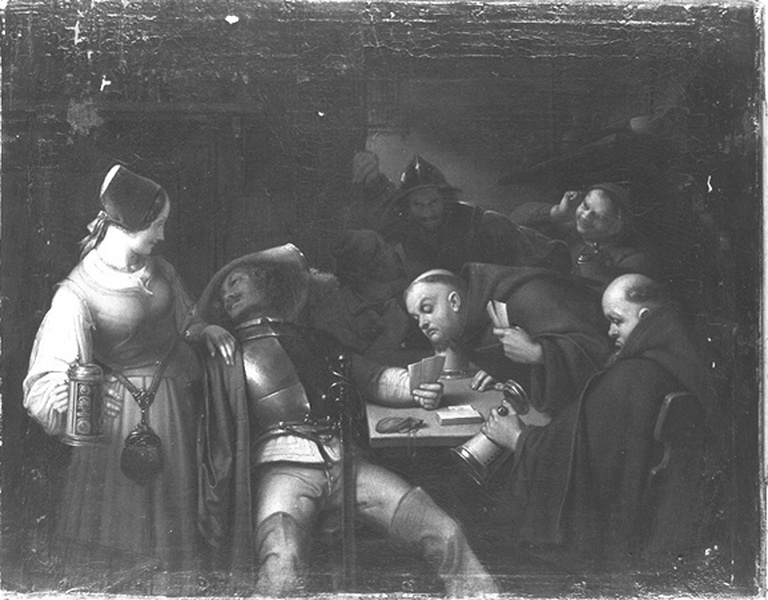
Karl Schorn: Kartenspieler (1837). Alte Nationalgalerie, Berlim